# منشاه ناصر
منشاه ناصر (به عربی: منشأة ناصر) نام شهر و شهرستانی در استان قاهره مصر است.